# Parti du front populaire biélorusse
Pour les articles homonymes, voir FPB.

Drapeau du Parti du front populaire biélorusse.

Le Parti du front populaire biélorusse — en biélorusse : Беларускі Народны Фронт Партыя "Адраджэньне" (Biélarouski narodny front partyia « Adradjennié ») — est un parti politique biélorusse, opposé au régime en place. Il est membre observateur du Parti populaire européen. C'est un parti de centre droit ou de droite, créé dans le contexte du réveil national biélorusse dans les années 1980, à la suite de la mise à jour en 1988 des fosses communes des victimes du régime stalinien à Kourapaty. L'historien à l'origine de la macabre découverte Zianon Pazniak devient l'un des fondateurs du parti. Le parti, créé en 1989, se bat pour les réformes démocratiques, pour l'indépendance réelle de la Biélorussie, ainsi que pour le respect des droits de l'homme.
Le 14 août 2023, le parti BPF a été interdit par la Cour suprême du Belarus.

## Présentation
Au début, le parti comptait parmi ses membres les organisations et les citoyens qui luttaient pour la renaissance culturelle et linguistique biélorusse. Le FPB a exigé en 1989 la fin du monopole du parti communiste. Le parti remporte dès sa création un grand succès auprès de nombreux citoyens biélorusses partisans des réformes démocratiques. Mais à l'issue des élections (falsifiées) au Conseil suprême (Parlement) de 1990, il n'obtient que 37 sièges sur 345. Les députés du FPB créent le noyau de d'opposition aux communistes qui sont majoritaires. La fraction FPB est à l'initiative de la déclaration de souveraineté de la Biélorussie, de l'attribution au biélorusse du statut de l'unique langue nationale, ainsi que de la proclamation de l'indépendance biélorusse. L'accession de la Biélorussie à l'indépendance est comparable à celles de la Lituanie, de la Lettonie, de l'Estonie et de l'Ukraine, avec toutefois un certain retard et une moindre intensité des évènements.
Après la dislocation de l'URSS et avec l'arrivée de Alexandre Loukachenko au pouvoir, l'influence du  parti devient de plus en plus faible. À l'issue des élections législatives de 1995, aucun député du FPB n'est élu. Ce déclin s'explique par les pressions de la part de la majorité communiste, mais aussi par une certaine nostalgie de l'époque soviétique de la part de la population, liée à l'apparition des difficultés économiques. Les idées libérales du parti n'ont pas rencontré de succès.
Depuis 1995 il n'est plus aux commandes des forces démocratiques biélorusses. Les divisions au sein du parti se multiplient.
Le parti était favorable à l'idée de priver la langue russe du statut de deuxième langue d'État en Biélorussie, conféré par 83,3 % des participants au référendum qui s'est tenu sur la question en 1995.
Dès 1996, le rôle du parti dans la vie politique de la Biélorussie se renforce. L'autoritarisme du régime d'Alexandre Loukachenko amène l'opposition à organiser des manifestations pacifiques. Zianon Pazniak est contraint de quitter le pays, tout en restant à la tête du parti. La nécessité de restaurer avant tout un système démocratique en Biélorussie conduit certains membres du parti à vouloir changer la définition du PFB. Le parti est au bord de la division.
En 1999, Vintsouk Viatchorka prend la direction du parti alors que Zianon Pazniak crée le parti de la Démocratie-chrétienne.
En 2001, les membres du parti désignent Ouladzimir Hantcharyk, le candidat unique des forces démocratiques.
En 2005, le Congrès des forces démocratiques désigne Alexandre Milinkevitch comme le candidat unique de l'opposition.
Depuis avril 2017 le parti est membre du Parti des conservateurs et réformistes européens.